# Новая Кола
Новая Кола (варианты — Новоколинский, Ново-колинский) — посёлок (микрорайон) в составе города Серова в Свердловской области России.
В посёлке, состоящем главным образом из зданий спецпоселенческой застройки 1930-х годов, проживает 1880 человек. В посёлке расположена железнодорожная станция Углежжение Свердловской железной дороги.

## История
В районе современной Новой Колы в XIX веке были Колинские рудники, в которых добывали хромистый железняк.
Посёлок был основан в 1931 году. Название посёлок получил в честь маленькой речки Колы, которая протекает через поселение и впадает в реку Какву.
Посёлок появился после начала массового переселения раскулаченных в соответствии с постановлением ЦК ВКП(б) от 30 января 1930 года «О мероприятиях по ликвидации кулацких хозяйств в районах сплошной коллективизации», в котором определялись ориентировочные цифры по раскулаченным и места ссылки. В эти годы в Надеждинском районе Уральской области РСФСР возводится много спецпоселков; один из них Новая Кола. К 1932 году в посёлке были выстроены бараки для прибывших спецпоселенцев.
Посёлок был основан для размещения спецпереселенцев. Под спецпосёлок Новая Кола был выделен отдельный участок, который был застроен бараками, образуя особую режимную зону.
В это время в Новой Коле были выстроены печи, где сжигали брёвна и получали древесный уголь для использования в мартеновских печах металлургического завода соседнего города Надеждинска. Новоколинское углежжение имело углевыжигательную печь системы Морозова.
В 1932 году уже работала углехимбиржа, где многие спецпоселенцы работали жигарями. Функционировавшее Новоколинское углежжение принадлежало (1937) тресту «Ураллестяж».
В 1936 году была открыт разъезд Углежжение Пермской железной дороги. Рядом с Новоколинским углежжением (углевыжигательным заводом) была построена ширококолейная железнодорожная станция Углежжение.
В 1937 года многие жители Новой Колы были репрессированы, некоторые были приговорены к расстрелу.
В 1939 году продолжают работать печи Углежжения, готовит древесный уголь для Надеждинского металлургического завода. Проживавшие в посёлке спецпоселенцы имели ограничения, за пределы города выезжать не разрешалось.
После переименования Надеждинска в Кабаковск посёлок оказался в составе Кабаковского района Свердловской области, которая была выделена из реорганизованной Уральской области РСФСР.
На 1941 год в Новой Коле проживало 1651 человек. Посёлок в основном состоял из переселённых в 1930-х годах крымских татар, проживали также русские, поволжские татары, русские немцы, чуваши.
После Великой Отечественной войны спецпоселенцы, награждённые медалью «За доблестный труд в Великой Отечественной войне 1941—1945 гг.», руководствуясь приказом МВД СССР и Прокуратуры СССР № 00868/208 от 28 ноября 1946 года семьями из спецпоселения освобождались без ограничений. В последующие годы (1947) спецпоселенцы могли быть реабилитированными.
На Новой Коле спецпереселенцы жили на одной стороне улицы, а вольные на другой. Покидать пределы посёлка спецпоселенцам без разрешения коменданта было запрещено.
Согласно указу президиума Верховного совета РСФСР от 11 июля 1948 года был образован Красноярский сельсовет за счет разукрупнения Коптяковского сельсовета. В Красноярский сельсовет вошли следующие населенные пункты: посёлок Красноярка, поселки железнодорожных станций Вагранская и Поперечная, поселки Мусульманский, Новоколинский, Зырянский , Южновагранский.
В Новой Коле работала крупная лесоперевалочная база, известностью по области пользовалась новоколинская ферма совхоза «Серовский». Эти предприятия содержали жилой фонд и социальную сферу посёлка. Головное предприятие — лесоперевалочная база.
Раньше был клуб, который сгорел. Было здесь профессионально-техническое училище, готовившее специалистов для лесной отрасли.
В эпоху перестроечного дефицита товаров поселковые магазины Новой Колы имели лучшее обеспечение, чем городские — Серова; одежду, обувь и дефицитные продукты, тушёнку, сгущёнку и копчёную колбасу горожане могли покупать в Новой Коле.
Ещё в 1995 году в посёлке функционировала конная узкоколейная железная дорога на Новоколинском углежжении. В 1995 году предприятие углежжения действовало, на нём сохранялись рельсовые пути узкой колеи, на котором использовалась конная тяга. Позднее предприятие было закрыто, пути узкой колеи разобраны. Рельсовый путь узкой колеи на Новоколинском углежжении (углевыжигательный завод) при лесоперевальной базе — это часть железнодорожной линии Серов — Алапаевск.
12 апреля 2014 года произошёл крупный пожар в районе станции Углежжение, где горели отходы деревообработки (горбыль); площадь пожара составила 3000 квадратных метров; в тушении были задействованы 18 единиц техники и 51 человек личного состава, в том числе от МЧС: 9 единиц техники и 19 человек личного состава.

## Инфраструктура
В посёлке имелся детский сад. Жилой фонд в основном состоит из домов барачного типа; некоторые бараки были построены в 1932 году. Водоснабжение доступно из уличных колонок и частных скважин.
В поселке сохранилось здание бывшей конторы лесоперевалочной базы. Планировалось строительство медпункта, где должны были разместиться кабинеты — детский, процедурный, терапевта, прививочный и физиолечения. До этого детей возят на прием в соседнее Филькино или в центральные районы города Серов.
Почти весь жилой фонд посёлка состоит из домов барачного типа — многоквартирных деревянных домов на семь квартир без фундаментов. Во дворах перед барачными домами покосившиеся сараи, бурьян, лужи, грязь, помойки. В посёлке имеются несанкционированные свалки. На окраине возвышается деревянная водонапорная башня наклонная.
Имеется библиотека и почтовое отделение.
В посёлке функционирует средняя школа № 21 города Серова, где учатся около 200 школьников. Школа основана в 1931 году, является центром культурно-массовой работы в микрорайоне.
В городе Серове есть дома, куда переселяли людей из бараков Новой Колы.

## Известные жители
В посёлке родился будущий премьер-министр Чувашской Республики Энвер Аблякимов, который с своими родителями жил в бараке № 27 по улице Лизы Чайкиной. Бабушка и дедушка Э. А. Аблякимова прибыли в Новую Колу в начале 1930-х годов среди иных раскулаченных из Крымской АССР.